# つきざわけんじ
つきざわけんじ（本名：月澤憲司）は、和歌山県出身の日本のテレビ演出家・クリエイティブディレクター。株式会社MEN'S所属。

## 概要
独特の映像センス（自然の情景との合成効果を狙った映像編集）や、人や物を切り抜きマスクキー合成と個性的なスーパー「フォントは主に隷書体(曽蘭隷書体)や楷書体(織田特太楷書)、創英角ポップ体や麗雅宋、綜藝体、極太明朝体」の感性などで、一般的な番組とは変わったテレビ番組を演出している。
彼の編集手法として撮影順序の通りに放送する方式にこだわらず、先にインパクトがある場面や面白い内容を番組前半で見せてそのまま視聴者の目を惹かせザッピングさせない手法を用いる。
またドラマや特別番組などでオープニングタイトルが出る前にアバンとして少し内容に触れてからタイトルへ移る手法があるが、バラエティのレギュラー番組でアバンを2～3分見せてからオープニングタイトルへ移るという現在では普通に扱う手法を1990年前後にほぼ毎週使ったのは彼が最初である（『北野ファンクラブ』や『ビートたけしのつくり方』、『秋元流』、『たまにはキンゴロー』シリーズで多く見られる）。
ビートたけしや高田文夫、和田アキ子からは信頼の厚いディレクターで、イーストや日本テレワーク、ホリプロが制作する番組に多く携わる。特にビートたけしとは『北野ファンクラブ』、『ビートたけしのつくり方』から『ビートたけしの21世紀毒談』まで20年以上、共に番組制作を取り組んできた。
彼が演出する番組には、槇大輔やバッキー木場がナレーターに起用される事が多い。
お笑いムック本『キンゴロー』（ワニブックスより発売）に掲載されている番組スタッフ紹介欄には、青山学院卒業で「桑田佳祐の先輩」と書かれている。
『ビートたけしのつくり方』や『北野ファンクラブ』シリーズで共に制作していたイーストの吉田宏プロデューサーは、月澤がテレビ業界に入る前に居酒屋でバイトしていた時のバイト仲間（北野ファンクラブのトークより）。月澤、吉田両人共に独特の大きな笑い声なので、番組内で発するスタッフの笑い声で一際目立つ。
主に深夜番組などの演出を担当する事が多く、制作費の無い番組などでは演出だけでなく構成も兼務する。
バラエティ番組だけでなく、映画公開前の番宣情報番組などにもよく携わることがある。

## 今まで手掛けた番組
- おはようスタジオ（テレビ東京、東通企画、東京ビデオセンター、BMC）
- 森口博子のメガキッズTV（テレビ東京、PROTX、MEN'S）※この番組は演出ではなくプロデューサー
- 遊行見聞録（テレビ朝日、イースト、MEN'S、マックスコム）
- Still Life（日本テレビ、MEN'S）※ビデオ 江口寿史の世界も演出
- 会議中ですよ!?（テレビ東京）
- 北野ファンクラブ（フジテレビ、イースト）※ビデオ会報１＆会報２も演出（平成教育テレビのたけしの平成ファンクラブも含む）・エンディング曲 KAZZ「青空に追いついて」MV演出
- すばらしき仲間II（中部日本放送、イースト）
- 金曜ロードショー（日本テレビ）※水野晴郎 解説ブロック
- 秋元流（日本テレビ、IVS音楽出版、MEN'S）
- たまにはキンゴロー（フジテレビ、日本テレワーク、MEN'S）※番組以外の高田文夫との落語・演芸ビデオの演出も担当
- 夜鳴き弁天（フジテレビ、日本テレワーク、MEN'S）
- ピロピロ（フジテレビ、日本テレワーク、MEN'S）
- じゃぱん（フジテレビ、日本テレワーク）
- 風まかせ 新・諸国漫遊記（フジテレビ、日本テレワーク）
- 親知らずバラエティー 天使の仮面!!（朝日放送、日本テレワーク）※エンディング映像演出のみ
- ビートたけしのつくり方（フジテレビ、イースト）
- たけし大全集'94 たけしが愛した101人（フジテレビ、イースト）
- チャンネル99（テレビ朝日、スーパープロデュース、MEN'S）※深夜「超天然銀座」内
- NEWSモーニングJAM（テレビ東京、MEN'S 他）※構成兼務
- IT'sアクセス（テレビ東京、MEN'S、ゼロクリエイト）
- 次世代の笑い ポスト1&2（フジテレビ、MEN'S）※構成兼務・スタッフクレジットに和歌山県出身と表記されていた。
- SOUND STORM　ジブリがいっぱいジブリ　耳をすませば公開時＆もののけ姫公開時（日本テレビ、MEN'S）
- 北野富士（フジテレビ、イースト）
- リュック・ベッソンの世界　映画フィフスエレメント特番＆ジャンヌ・ダルク 特番（日本テレビ、MEN'S）
- 世界の北野、足立区のたけし（フジテレビ、イースト）
- 潜入!24時間（テレビ朝日、MEN'S 他）
- ザ・スーパーサンデー（テレビ朝日）イースト制作のいいわけ大賞、日本テレワーク制作の紀行バラエティーなど
- ジャッキー・チェン　映画レッド・ブロンクス特番（フジテレビ、MEN'S）
- チャンネル北野　ビートたけしの世紀末毒談＆21世紀毒談、北野武全仕事などを担当（CS北野チャンネル → CSフジテレビ721 → CSフジテレビONE TWO NEXT ／ イーストライツ → avex&EAST）
- 自分クイズ、自分クイズ2001（フジテレビ、ホリプロ）
- 爆笑問題の平均王決定戦（フジテレビ、ホリプロ）
- ウォーキングwithダイナソー〜驚異の恐竜王国（テレビ朝日、MEN'S） ナビゲーター古舘伊知郎
- JAPAN DRAMAWARS（テレビ朝日、MEN'S）
- 東京ZOO（フジテレビ、ホリプロ）
- アッコとマチャミの新型テレビ（福岡放送、ホリプロ、MEN'S）※レギュラー放送終了後の特番の演出も担当・番組内結成ユニットババロア@MV演出
- 女優魂（中京テレビ、イースト）※ブレーンとして番組中期以降から参加
- 24ピース（TBS、スーパーテレビジョン）※映画「ござまれじ」製作メイキング番組
- ビートたけし原作「浅草キッド」の特別な番組。（スカイパーフェクTV!、トータルメディアコミュニケーション）
- 私が好きな日本映画（スカパー日本映画専門チャンネル、MEN'S）